# Marginal Tietê
Marginal Tietê (službeno: Via Professor Simão Faiguenboim, kraće SP-15) je najvažnija i najprometnija autocesta u glavnom gradu Brazila, São Paulu.
Otvorena je 1957. godine. Duga je oko 24,5 km.